# Nupserha rufipennis
Nupserha rufipennis là một loài bọ cánh cứng trong họ Cerambycidae.